# Digitales Oberösterreichisches Raum-Informations-System
Das Digitale Oberösterreichische Raum-Informations-System (kurz DORIS) stellt geografische Basis- und Fachdaten über das Land Oberösterreich (Österreich) zur Verfügung. Ursprünglich stand es als Intranet-Anwendung nur Bediensteten des Landes, der Bezirkshauptmannschaften, der Straßenmeistereien usw. zur Verfügung. Seit 1999 werden die Daten über das Internet mit gewissen Einschränkungen auch der allgemeinen Öffentlichkeit zur Verfügung gestellt.
Betrieben wird das System von der Abteilung Geoinformation und Liegenschaft der Oberösterreichischen Landesregierung.

## Geschichte
Das Digitale Oberösterreichische Raum-Informations-System wurde 1991 gegründet und umfasste anfänglich hauptsächlich Landkarten, danach wurde das Angebot stetig ausgebaut. Orthofotos werden alle drei Jahre aktualisiert.
Seit 2013 kann die Hochwassergefährdung abgefragt werden, seit 2014 wird das Angebot des Digitalen Oberösterreichischen Raum-Informations-Systemn auch für Mobilgeräte bereitgestellt. Es würde sich auf „Informationen konzentrieren, die globale Landkartendienste wie Google Maps oder Bing Maps nur bedingt bieten können“.
Seit 2016 stellt die Anwendung Clairisa meteorologische Daten der letzten Jahrzehnte und Klima-Prognosen bis 2100 zur Verfügung. Die Erfassung von Orthofotos der gesamten Fläche des Landes Oberösterreich konnte von 20 Jahren auf drei Jahre reduziert werden – damit gibt es von jedem Grundstück Orthofotos von mindestens fünf Zeitpunkten.

## Trivia
Mithilfe des Digitalen Oberösterreichischen Raum-Informations-Systems wurde 2011 der geografische „Mittelpunkt“ des Landes Oberösterreich „gefunden“.
Seit 2017 kann der Lehrberuf Geoinformationstechniker bei DORIS erlernt werden.

## Online-Kartendienste
Die Online Kartendienste des Digitalen Oberösterreichischen Raum-Informations-Systems sind in folgende Bereiche gegliedert:
- Basiskarten
  - Grundkarte (Österreichische Karte)
  - Kataster (Digitale Katastralmappe)
  - Orthofotos & Topographie
  - Digitale Urmappe Oberösterreichs (Franziszeischer Kataster)
- Bauen und Wohnen
  - Flächenwidmungsplan
  - Gefahrenhinweiskarte für gravitative Massenbewegungen
  - Raumordnung: Festlegungen und Planungen (Festlegungen und Planungen der Fachabteilung Raumordnung)
  - Sonnenstunden und -strahlung (Sonnenstunden und Sonnenstrahlung)
- Bildung
  - Bibliotheken
  - Eltern-Kind-Zentren
  - Jugendzentren, -treffs und -räume
  - Kinderbetreuung/Kinderkompass (Kinderkompass)
  - Schulen
- Geschichte
  - Ansichtskartensammlung des Stiftes Sankt Florian und historische Ansichten der Oberösterreichischen Gemeinden
  - Biographien oberösterreichischer Politiker
  - Burgen, Schlösser, Ruinen
  - Evangelische Kirche A. B.
  - Historische Gemeindegrenzen
  - Historische Landkarten, unter anderem von Georg Matthäus Vischer (1667), Nicolas Visscher (1702), Carl Schütz (1787), Alois Souvent (1857) und Johann Ev. Lamprecht (1863)
  - Hofnamen und Häusergeschichte (auf Basis des Theresianischen Gültbuches, des Josephinischen Lagebuches und alter Grundbücher)
  - Katholische Kirche
  - Kriegerdenkmäler
  - KZ-Gedenkstätten
  - Literatur zur Geschichte oberösterreichischer Gemeinden
  - Notgeld
  - Urmappe (Die digitale Urmappe Oberösterreichs)
  - Wahlen in der 1. Republik
- Gesundheit
  - Gesundheitsatlas
- Kultur
  - Ateliers und Galerien
  - Dialekte
  - Maibäume
  - Museen (Entdecken Sie Oberösterreichs Museen!)
- Land- und Forstwirtschaft
  - ALB Monitoring
  - Bodenordnung
  - Feuerbrand (Oberösterreichische Feuerbrand-Verordnung 2004)
  - Forstwirtschaft
- Sport und Freizeit
  - Bergmarathon (Bergmarathonservice – „Rund um den Traunsee“)
  - Linz-Marathon
  - Radwanderwege
  - Salzkammergut Trophy
  - Wintersport
- Statistik (Statistik – Landkarten)
  - Bevölkerung (Bevölkerungsstände – Landkarten)
  - Wahlen (Wahlen – Landkarten)
- Umwelt und Natur
  - Abfall und Ressourcen (Recyclinganlagen und Deponien für Abfälle aus dem Bauwesen)
  - Boden
  - CLAIRISA[4]
  - Gefahrenhinweiskarte für gravitative Massenbewegungen
  - Lichtverschmutzung
  - GENISYS (Naturschutz)
  - Sonnenstunden und -strahlung (Sonnenstunden und Sonnenstrahlung)
  - Wasser und Geologie
- Verkehr
  - Baustellen
  - Brücken, Tunnel, Anlagen
  - Radwanderwege
  - Straßenbau (MISS)
  - Straßenkilometer (Straßenkilometersuche)
  - Tankstellen
  - Umleitungsstrecken
  - Unfallhäufungen
  - Verkehrszählungen